# Brian Phillips (Schwimmer)
Brian Phillips (* 30. März 1954 in Winnipeg) ist ein ehemaliger kanadischer Schwimmer. Er gewann eine Bronzemedaille bei Weltmeisterschaften, zwei Silbermedaillen bei Panamerikanischen Spielen sowie zwei Goldmedaillen und eine Bronzemedaille bei Commonwealth Games.

## Sportliche Karriere
1971 bei den Panamerikanischen Spielen in Cali wurde Phillips Sechster über 100 Meter Freistil. Die 4-mal-100-Meter-Freistilstaffel mit Timothy Bach, Ian MacKenzie, Brian Phillips und Robert Kasting gewann genauso Silber hinter der Staffel aus den Vereinigten Staaten wie die 4-mal-200-Meter-Staffel mit Kasting, Phillips, Ron Jacks und Ralph Hutton.
Bei den Olympischen Spielen 1972 in München fand zunächst der Wettbewerb in der 4-mal-100-Meter-Freistilstaffel statt. Bruce Robertson, Brian Phillips, Timothy Bach und Robert Kasting erreichten den fünften Platz. Die 4-mal-200-Meter-Freistilstaffel mit Robertson, Phillips, Ian MacKenzie und Ralph Hutton schwamm ebenfalls im Finale und wurde Siebte. Erst nach den Freistilstaffeln wurde das Rennen über 100 Meter Freistil ausgetragen, Phillips schied im Halbfinale als 12. aus.
1973 wurden in Belgrad die ersten Weltmeisterschaften veranstaltet. Phillips schied über 100 Meter Freistil, 100 Meter Schmetterling und mit der 4-mal-100-Meter-Freistilstaffel im Vorlauf aus. Die Lagenstaffel mit Ian MacKenzie, Peter Hrdlitschka, Bruce Robertson und Brian Phillips schlug fast sieben Sekunden hinter dem Quartett aus den Vereinigten Staaten und drei Sekunden hinter der Staffel aus der DDR an. 0,01 Sekunden hinter den Kanadiern erreichte die Staffel aus der BRD das Ziel.
Bei den British Commonwealth Games 1974 in Christchurch siegte über 100 Meter Freistil der Australier Michael Wenden vor den Kanadiern Bruce Robertson und Brian Phillips. Die australische 4-mal-100-Meter-Freistilstaffel mit Phillips, Robertson, Gary MacDonald und Ian MacKenzie gewann genauso Gold vor den Australiern wie die Lagenstaffel mit Steve Pickell, Bill Mahony, Bruce Robertson und Brian Phillips. Über 100 Meter Schmetterling schwamm Phillips auf den fünften Platz.